# Каданська культура
Каданська культура (13 000-9 000 до Р. Х.) — мезолітична культура, яка, як свідчать археологічні дані, виникла у Верхньому Єгипті (сучасний південний Єгипет) приблизно 15 000 років тому.

На думку археологів, ця культура існувала приблизно 4000 років і характеризується полюванням, а також унікальним підходом до збирання їжі, а саме приготуванням та споживанням диких трав і зернових.

Представники Каданської культури  докладали систематичних зусиль для поливу, догляду за місцевими рослинами та збору врожаю, але зернові не садили в упорядковані рядки.

Пам’ятки цього періоду зустрічаються від Другого порогу Нілу до Тушки, розташованого приблизно за 250 км вгору від Асуана.

З точки зору археології, каданську культуру зазвичай розглядають як групу громад епохи мезоліту, що жили в Нубії у верхній долині Нілу до 9 тис. до Р. Х. 
Під час відносно високого рівня води в Нілі він характеризується різноманітною промисловістю кам’яних знарядь, яка, як вважається, представляє все більший ступінь спеціалізації та локально диференційовані регіональні угруповання.
 
Знайдено велику кількість шліфувальних каменів і лез з глянцевими плівками кремнезему, які, можливо, були результатом зрізання стебла трави на їх поверхні. 
Є деякі докази конфліктів між групами, що свідчить про періоди вторгнення або інтенсивної міжплемінної війни.

Насправді, близько 40 відсотків людей, похованих на цвинтарі Джебель-Сахаба поблизу кордону Судану на річці Ніл, мають ознаки смертельних поранень, завданих знаряддями від такої зброї, як списи, дротики або стріли. 
Залишки, знайдені на цвинтарях, свідчать про те, що практикувалися ритуальні поховання.
Економіка Каданської культури базувалась на рибальстві, полюванні і, як уже згадувалося, широкому використанні диких зернових.